# Patelloidea
Patelloidea Rafinesque, 1815 è una superfamiglia di  molluschi nudibranchi del sottordine Cladobranchia.

## Tassonomia
Comprende due famiglie:
- Nacellidae Thiele, 1891
- Patellidae Rafinesque, 1815